# Ranavalona II
Ranavalona II, Ramona Ranavalona II (ur. 1829, zm. 13 lipca 1883 w Antananarywie) – królowa Madagaskaru w latach 1868–1883, następczyni Rasoheriny. Jedna z żon Radamy II. Wstępując na tron, przyjęła chrzest i uczyniła protestantyzm religią państwową.
Za jej rządów realna władza znajdowała się w rękach drugiego męża królowej, premiera Rainilaiarivony.
Po jej śmierci na tron wstąpiła Ranavalona III, ostatnia królowa Madagaskaru.